# Épouville
Épouville är en kommun i departementet Seine-Maritime i regionen Normandie i norra Frankrike. Kommunen ligger i kantonen Montivilliers som tillhör arrondissementet Le Havre. År 2022 hade Épouville 2 624 invånare.

## Befolkningsutveckling
Antalet invånare i kommunen Épouville
| Referens: INSEE |